# John Alexander Low Waddell

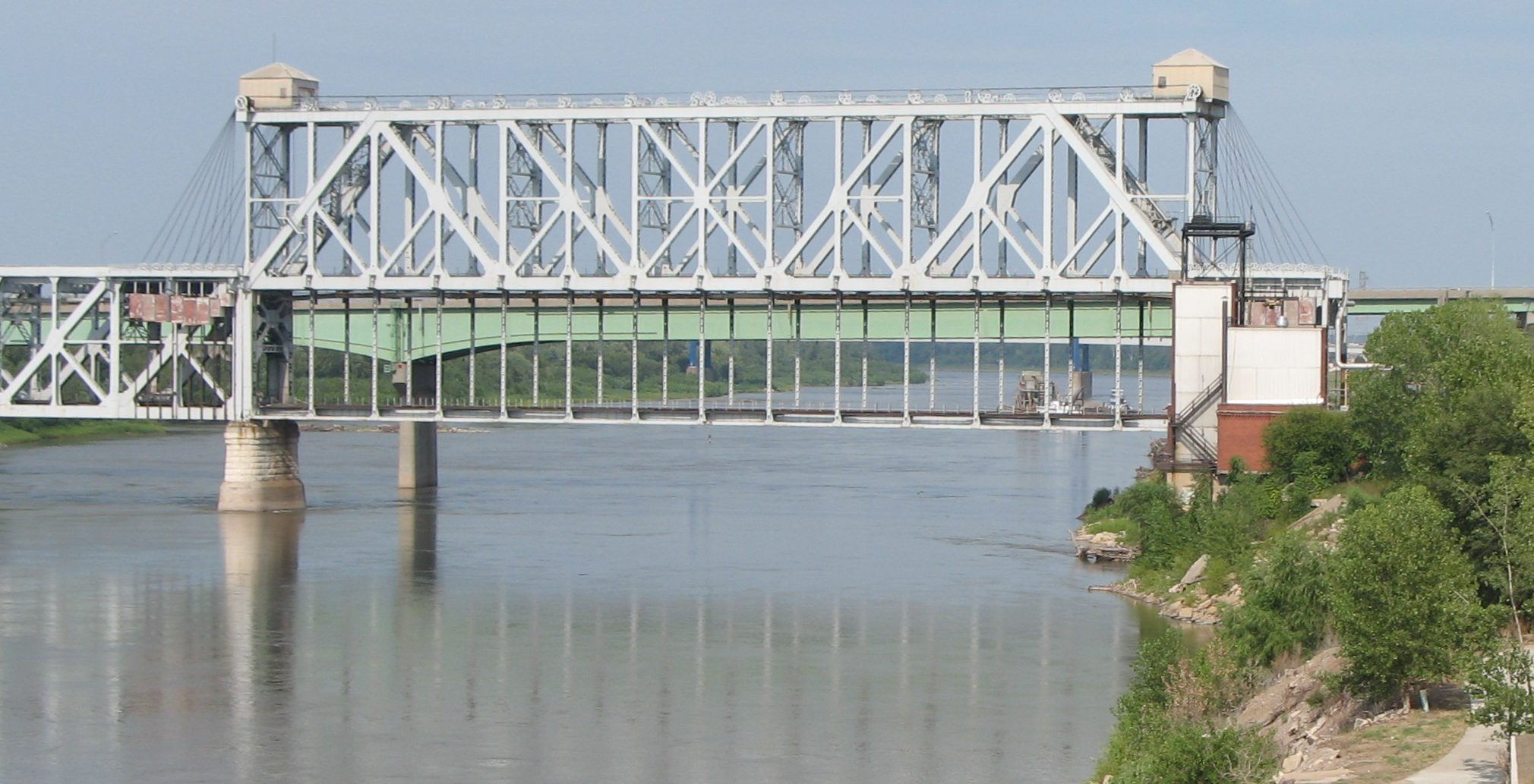
Le pont ASB à Kansas City.

John Alexander Low Waddell ou J.A.L. Waddell, né en 1854 à Port Hope en Ontario et décédé à l'âge de 83 ou 84 ans le 3 mars 1938 à New York, est un ingénieur canadien qui fut conseiller étranger au Japon pendant l'ère Meiji. Concepteur prolifique de ponts, Waddell est crédité de plus de mille structures aux États-Unis et au Canada ainsi qu'au Mexique, en Russie, en Chine, au Japon et en Nouvelle-Zélande. Le travail de Waddell fixa des normes pour les chemins de fer surélevés et aida à développer des matériaux adaptés aux ponts de grandes portées. Sa contribution la plus importante fut le développement du pont levant à vapeur. Son premier pont fut construit en 1893 sur la rivière Chicago, il se mit ensuite à concevoir plus de 100 autres ponts mobiles, et la compagnie qu'il a fondé continue aujourd'hui à concevoir des ponts de tous types. Waddell réalisa également des ouvrages réputés sur la conception de ponts, et se fit avocat de la qualité de la formation des ingénieurs. Beaucoup de ses ponts sont aujourd'hui considérés comme des monuments historiques.
L'une de ses réalisations les plus célèbres est le pont ASB à Kansas City. C'est l'un des deux seuls ponts de cette conception jamais construits et il est toujours en activité aujourd'hui pour permettre à des trains de la BNSR de circuler.

## Biographie
Waddell est né à Port Hope en Ontario le 15 janvier 1854. Son père, Robert Needham Waddell, est né à Newry en Irlande en 1815. Il a émigré au Canada en 1831. Sa mère est la fille du colonel William Jones du 7e régiment de New York qui a aussi été shérif de la ville de New York.
Il obtint un diplôme d'ingénieur civil à la Rensselaer Polytechnic Institute aux États-Unis en 1875 et retourna au Canada pour travailler au service de la Marine du dominion avant de s'engager auprès des chemins de fer Canadien Pacifique.
Il retourna aux États-Unis où il conçut des mines pour une compagnie d'extraction de charbon de Virginie-Occidentale. En 1878, il retourna à l'institut Rensselaer pour enseigner la mécanique jusqu'en 1880. Waddell obtint ensuite un diplôme supplémentaire de l'université anglophone McGill à Montréal au Québec et travailla quelque temps pour la firme Raymond & Campbell à Council Bluffs dans l'Iowa.
En juillet 1882, il fut embauché par le gouvernement japonais en tant que conseiller étranger et enseigna à l'université impériale de Tokyo pendant quelques années, période durant laquelle il écrivit deux livres.
Wadell retourna aux États-Unis en 1886, fonda une entreprise de conception en 1887 et s'installa à Kansas City. Cette compagnie continue à exister aujourd'hui sous les noms de Hardesty & Hanover et HNTB Corpation fondé en 1914. Waddell lança beaucoup de projets audacieux et démontra bientôt d'excellentes capacités.
À l'époque, les ponts levant et suspendus étaient déjà utilisés mais pas à l'échelle que nous connaissons aujourd'hui. Waddell fut le premier à imaginer une réalisation moderne, prévue à l'origine pour traverser un petit canal du port de Duluth dans le Minnesota. Sa conception remporta un concours organisé par la ville en 1892 mais le département de la Guerre s'opposa à sa réalisation. La ville construisit plutôt un pont transbordeur surélevé à la place en 1905. Il fut rénové en 1929 avec pour nouveau nom Aerial Lift Bridge et la même conception que celle présentée par Waddell en 1892.
La ville de Chicago fut la première à accueillir un pont levant de sa conception en 1893. Le second dut attendre un partenariat avec l'ingénieur mécanique John Lyle Harrington en 1907. La firme Waddell & Harrington conçut un pont levant vertical (aujourd'hui démoli) pour les chemins de fer de l'Iowa au-dessus du Mississippi à Keithsburg dans l'Illinois en 1909. Le duo conçut plus d'une vingtaine de ponts levant verticaux au cours des cinq années suivantes avant de se séparer en 1914.
En 1920, Waddell s'installa à New York et fut consultant pour différents projets comme le pont Goethals ou le pont Marine Parkway.
Sa femme mourut en 1934 et lui quatre ans plus tard en 1938.

## Ouvrages notables
(Liste non exhaustive)

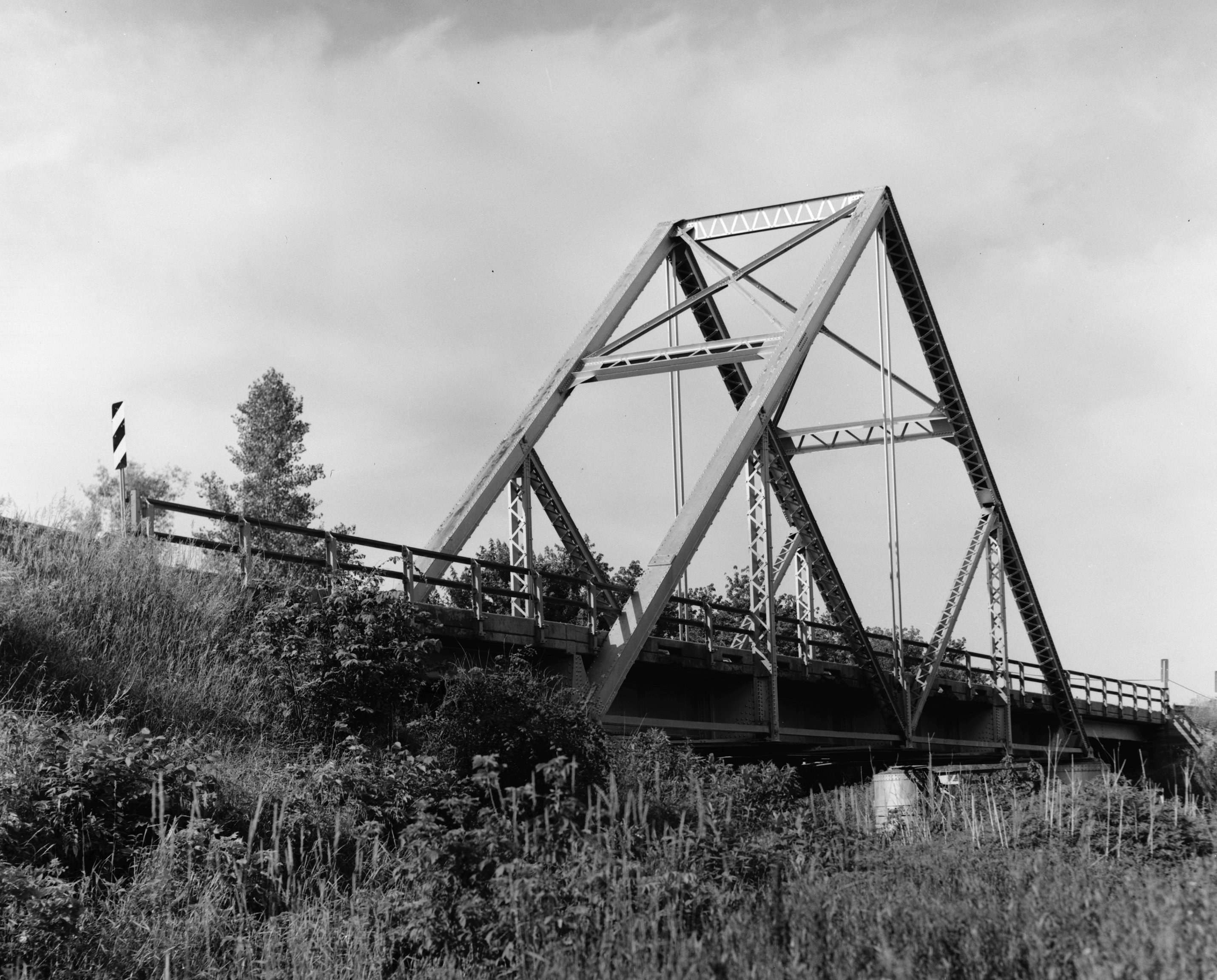
Le pont Truss "A" (1898) dans le Missouri. Démoli pour installer le lac de Smithville.

- South Halsted Street Lift-Bridge (1893)
- Waddell "A" Truss Bridge (1898) ((en) Brevet U.S. 529220)
- Hawthorne Bridge (1910)
- Armour-Swift-Burlington Bridge (1911)
- Steel Bridge (1912)
- Colorado Street Bridge (1913)
- Murray Morgan Bridge(1913)
- Snowden Bridge (1913)
- Caddo Lake Drawbridge (1914)
- Twelfth Street Trafficway Viaduct (1915)
- Detroit-Superior Bridge (1917)
- Interstate Bridge (1917)
- Washington Bridge (Connecticut) (1921)
- CRRNJ Newark Bay Bridge (1926)
- Outerbridge Crossing] (ouvert le 29 juin 1928)
- Goethals Bridge (ouvert le 29 juin 1928)

## Publications
- The Designing of Ordinary Iron Highway Bridges, [1884] (1891), 5th edition (in English). New York: John Wiley & Sons, 252 pages.
- System of Iron Railroad Bridges for Japan (1885). Tokyo: Tokyo University, 258 pages.
- De Pontibus: A Pocket-book for Bridge Engineers, (1898) 1st edition. New York: John Wiley & Sons, 403 pages.
- Bridge Engineering, Volume I and Volume II, (1916). New York: John Wiley & Sons, 2,177 pages.
- Economics of Bridgework: A Sequel to Bridge Engineering, John Wiley & Sons, New York, 1921, 512 pages (lire en ligne).
- Memoirs and Addresses of Two Decades, with Frank Woodward Skinner, edited by J.L. Harrington (1928). New York: Mack Printing Company, 1,174 pages.
- Vocational Guidance in Engineering Lines (1933) by the Committee on Engineering Education of the American Association of Engineers. Waddell was a contributor.
- The principal professional papers, Virgil H. Hewes, New York, 1905 (lire en ligne)
- The designing of ordinary iron highway bridges, John Wiley & sons, New York, 1891, p. 252 (lire en ligne)
- A system of iron railroad bridges for Japan, dans Memoirs of the Tôkiô Daigaku (University of  Tôkiô) N°11, Tôkiô Daigaku, Tôkiô, 1885 (lire en ligne)
- Two adresses : Some observations on the regeneration of China and the engineering work involved therein and the functions of both pure and applied science in the future development of China - The functions of both pure and applied sciences in the future development of China, Brown University, 1923, p. 46 (lire en ligne)